# Tarkeh Darreh
Tarkeh Darreh (persiska: ترکه دره) är en ort i Iran.   Den ligger i provinsen Västazarbaijan, i den nordvästra delen av landet, 400 km väster om huvudstaden Teheran. Tarkeh Darreh ligger 1 807 meter över havet och antalet invånare är 135.
Terrängen runt Tarkeh Darreh är kuperad. Runt Tarkeh Darreh är det ganska tätbefolkat, med 60 invånare per kvadratkilometer. Närmaste större samhälle är Sānjūd, 5,6 km väster om Tarkeh Darreh. Trakten runt Tarkeh Darreh består i huvudsak av gräsmarker.